# Adelina Catalani
Adelina Catalani, probablement née à Toulouse, est une artiste lyrique, cantatrice et chanteuse soprano franco-italienne, active entre 1818 et 1832. Elle est restée célèbre pour son interprétation du rôle principal du premier opéra mis en scène de Gaetano Donizetti, Enrico di Borgogna, en 1818,.

## Biographie
Adelina Catalani est connue sous différents noms : apparentée della famosa ou la Catalani juniore pour la distinguer de la bien plus connue Angelica Catalani, dont elle a été décrite comme une belle-sœur dans diverses sources,. C'est François-Joseph Fétis qui affirme qu'elle était française d'origine et situe son lieu de naissance à Toulouse. Il poursuit en précisant qu'elle avait une jolie voix qu'elle a développée sans difficulté avant d'être mariée et prise en main par le frère de Catalani, avec qui elle a déménagé en Italie,.

## Enrico di Borgogna (1818)
Au moment de son interprétation de l'opéra Enrico di Borgogna, Adelina Catalani n'est alors connue que comme chanteuse d'académie ou de récitals de musique de chambre ; par conséquent, sa performance dans l'opéra de Donizetti devait être ses débuts sur scène. Le compositeur fut satisfait de sa voix, la décrivant dans une lettre à son professeur Giovanni Simone Mayr comme une « gran bella voce », soit en français une « voix fine et large », et précisant qu'il prévoyait de réécrire sa partie pour mieux l'adapter à sa tessiture.
Enrico di Borgogna est créée le 14 novembre 1818 au Teatro San Luca de Venise. L'intégralité de l'opéra n'est pas jouée car Adelina Catalani s'évanouie de trac à la fin du premier acte et, par conséquent, une partie de sa musique dans le deuxième acte a dû être omise ; de plus, sa place dans le final de l'opéra fut prise par une autre chanteuse. L'indisposition de Adelina Catalani est soulignée par le critique du Nuovo Osservatore Veneziano, qui parle de la façon dont l'œuvre est « maltraitée » par sa distribution, mais donne des considérations favorables au talent de Donizetti. Ensuite, la soprano se rétablit suffisamment pour assurer l’interprétation intégrale de l'opéra les 15 et 16 décembre 1818.

## Carrière
Adelina Catalani poursuit sa carrière en se produisant dans de nombreux théâtres. Elle est donc aussi connue pour avoir chanté à Odessa en tant que membre de la compagnie de Luigi Buonavoglia, et est également apparue à Saint-Pétersbourg. Après avoir chanté à plusieurs reprises devant la cour de Russie, elle reçoit de riches cadeaux de la part de l'Impératrice.
En 1828, elle fait ses débuts au Théâtre Italien dans le rôle d'Isabella dans L'italiana à Alger de Gioacchino Rossini, une performance qui rencontre un accueil peu favorable. Le critique Fétis, dans son bilan de la soirée, suggère qu'elle semblait frappée par le trac, et dit qu'elle chantait avec « timidité » ; il qualifie la réaction du public à sa performance de froide et indifférente et décrit la soirée comme la pire qu'il ait jamais passée dans ce théâtre,. Son interprétation d'Aménaide dans Tancredi de Rossini dans la même maison l'année suivante est mieux accueillie,. Elle figure sur la liste de La Scala dès 1832 où elle interprète le rôle d'Elena dans la première d'Elena e Malvina de Francesco Schira le 17 novembre – mais semble disparaître des scènes par la suite.